# Mahammad Asadov
Pour les articles homonymes, voir Asadov.
Mahammad Asadov (en azeri : Məhəmməd Əsədov Nəbi oğlu ; né le 5 décembre 1941 à Zanguelan et mort le 20 novembre 1991 à Qarakend) était le conseiller d'État du président de l'Azerbaïdjan et ministre de l'Intérieur de la République d'Azerbaïdjan.

## Les premières années
Asadov est né le 5 décembre 1941 dans le village de Baharlı de Zangilan Rayon de la République d'Azerbaïdjan. Il termine ses études secondaires dans le village de Mincivan et entre au Collège de statistique de Bakou en 1958. À la fin de ses études, Asadov retourne à Zangelan Rayon et travaille comme inspecteur jusqu'en 1961. De 1961 à 1964, il sert dans l'armée soviétique. Il travaille ensuite à Sumqayit jusqu'en 1965, date à laquelle il s'inscrit au département des finances de l'Université d'État d'Azerbaïdjan. De 1965 à 1968, Asadov travaill comme assistant de direction et comptable, et en 1968 est nommé chef du département du comité du parti Sumgayit. En 1970, il est diplômé du département des finances de l'Université économique d'État d'Azerbaïdjan. Entre 1978 et 1980, Asadov est président du comité exécutif d'Agsu.

## Carrière politique
En 1980, il s'inscrit à l'Académie des forces de sécurité de Moscou et obtient son diplôme avec distinction en 1982. Il travaille ensuite au ministère de la Sécurité nationale de l'Azerbaïdjan pendant une courte période. Entre 1983 et 1986, il est le premier secrétaire du comité régional du parti de Beylagan; entre 1986 et 1988, il occupe des postes administratifs et à Agdash (1988-89) et à Quba (1989-90).
Le 23 mai 1990, Asadov est nommé ministre des Affaires intérieures de la RSS d'Azerbaïdjan. Le 5 novembre, il est promu général de division et conseiller d'État auprès du Président de l’Azerbaïdjan.
Décès
Il a été tué dans un hélicoptère abattu par les forces arméniennes le 20 novembre 1991 près du village de Karakend, dans le district de Khojavend, dans le Haut-Karabakh, en Azerbaïdjan, avec d'autres hauts responsables azeris, russes et kazakhs.